# Jayne Cortez
Jayne Cortez (10 de maig de 1934 a Fort Huachuca, Arizona – 28 de desembre de 2012 a Manhattan) fou una poeta, activista, editora de revistes i artista de performance de spoken word afroamericana estatunidenca. La seva obra forma part del cànon del Moviment d'Arts Negre. Es va casar amb el saxofonista de jazz Ornette Coleman (1954–64) amb qui van tenir com a fill el bateria de jazz Denardo Coleman.

## Vida i obra
Jayne Cortez va néixer amb el nom de Sallie Jayne Richardson a la base de l'exèrcit de Fort Huachuca, Arizona el 10 de maig de 1934. El seu pare era un soldat de carrera havia lluitat a les dues guerres mundials i la seva mare era una secretària.
A l'edat de set anys va anar a viure a Los Angeles, on va créixer en el districte de Watts. Va estudiar art, música i teatre a l'institut i més tard estudià a la Compton College. Va agafar el cognom Cortez, el nom de soltera de la seva àvia materna a principis de la seva carrera artística.
El 1954 Cortez es va casar saxofonista de jazz Ornette Coleman als18 anys. El seu fill Denardo, que havia nascut el 1956, va començar a tocar la bateria amb el seu pare quan encara era un infant i va dedicar la seva vida d'adult a col·laborar en les carreres artístiques dels seus dos pares. El 1964, Cortez es va divorciar de Coleman i va fundar i dirigir, fins al 1970, la Companyia Watts Repertory Theatre. Activa en la lluita per Drets Civils, va defensar fortament l'art com un vehicle per aconseguir causes polítiques i la seva obra va ser utilitzada en el registre de votants negres a Mississipi a principis de la dècada de 1960. Va viatjar a través d'Europa i Àfrica i el 1967 va anar a viure a la ciutat de Nova York.
El 1969 va publicar la seva primera obra poètica, Pissstained Stairs and the Monkey Man's Wares. La majoria de la seva obra fou publicada per Bola Press, una companyia que ella va fundar el 1971. Va presentar la seva obra en universitats, museus i festivals d'Àfrica, Àsia, Europa, Sud-amèrica, el Carib i els Estats Units. Els seus poemes han estat traduïts en 28 llengües diferents i se n'han publicat moltes en antologies, revistes i diaris com el Postmodern American Poetry, Daughters of Africa, Poems for the Millennium, Mother Jones i The Jazz Poetry Anthology.
El 1975 Cortez es va casar amb el pintor, escultor i gravador Melvin Edwards amb el que van viure a Dakar, Senegal i a Nova York. L'obra d'aquest ha aparegut en publicacions i cobertures d'àlbums de Cortez.
Cortez va morir d'insuficiència cardíaca a Manhattan, Nova York, el 28 de desembre de 2012.

## Organització delWomen Writers of Africa
El 1991, juntament amb l'escriptora Ghaniana Ama Ata Aidoo, Cortez va fundar l'Organització d'Escriptores d'Àfrica (OWWA), que va presidir durant molts anys i que té membres com J. E. Franklin, Cheryll Y. Greene, Rashidah Ismaili, i Louise Meriwether, Maya Angelou, Rosamond S. King Margaret Busby, Gabrielle Civil, Alexis De Veaux, LaTasha N. Diggs, Zetta Elliott, Donette Francis, Paula Giddings, Renée Larrier, Tess Onwueme, Coumba Touré, Maryse Condé, Nancy Morejón, i Safir. El 1997 l'OWAA va organitzar "la primera conferència internacional important dedicada a l'avaluació i celebració de literatura de les dones afrodescendents". Cortez va dirigir Yari Yari: Black Women Writers and the Future (1999), que va documentar plafons, lectures i actuacions d'aquella conferència. També fou organitzadora de "Slave Routes: The Long Memory" (2000) i "Yari Yari Pamberi:Black Women Writers Dissectinc Globalization" (2004), aquesters dues conferències internacionals es van celebrar a la Universitat de Nova York.
Poc abans de la seva mort havia planejat un simposi d'escriptores de la OWAA a Accrra, Ghana, que li va retre honors el maig de 2013.

## Tributs
El 6 de febrer de 2013 la seva família li va organitzar un memorial a la Fundació Cooper Union en la que li van retre homenatge Amiri Baraka, Danny Glover, Robin Kelley, Genna Rae McNeil, Quincy Troupe, Steve Dalachinsky, George Campbell Jr., Eugene Redmond, Rashidah Ishmaili, i Manthia Diawara.
El número de la primavera de 2013 de la revista The Black Scholar (vol 43, nº1/2) va ser dedicat a la memòria de l'autora.
El 19 de juliol de 2013 es va fer un esdeveniment a la seva memoira a Londres en el que hi van actuar artistes com John Agard, Jean "Binta" Breeze, Denardo Coleman, Zena EDwards, Linton Kwesi Johnson, Grace Nichols, Deirdre Pascall i Keith Waithe.

## Premis i honors
- American Book Award
- Arts International
- International African Festival Award
- Langston Hughes Medal
- National Endowment for the Arts
- New York Foundation for the Arts

## Llibres de poesia
- On the Imperial Highway: New and Selected Poems.  Hanging Loose Press, 2008. ISBN 978-1-931236-99-7.
- The Beautiful Book.  Bola Press, 2007. ISBN 9780960806287.
- Jazz Fan Looks Back.  Hanging Loose Press, 2002. ISBN 978-1-931236-10-2.
- Somewhere in Advance of Nowhere.  Serpent's Tail/High Risk Books, 1997. ISBN 1852424222.
- Fragments: Sculpture and Drawings from the "Lynch Fragment" Series by Melvin Edwards, with the Poetry of Jayne Cortez.  Bola Press, 1994. ISBN 1852424222.
- Poetic Magnetic: Poems from Everywhere Drums & Maintain Control.  Bola Press, 1991. ISBN 978-0-9608062-6-3.
- Coagulations: New and Selected Poems.  Pluto, 1984. ISBN 978-0-7453-0078-8.
- Firespitter, Bola Press (1982)
- Mouth on Paper, Bola Press (1977)
- Scarifications, Bola Press (1973)
- Festivals and Funerals, Bola Press (1971)
- Pissstained Stairs and the Monkey Man's Wares, Phrase Text (1969)

## Discografia
- As If You Knew (Bola Press, 2011)
- Find Your Own Voice: Poetry and Music, 1982–2003 (Bola Press, 2004)
- Borders of Disorderly Time (Bola Press, 2002)
- Taking the Blues Back Home (Harmolodic/Verve, 1996)[18]
- Cheerful & Optimistic (Bola Press, 1994)
- Poetry & Music: Women in (E)Motion Festival (Tradition & Moderne Musikproducktion, Germany, 1992)
- Everywhere Drums (Bola Press, 1990)
- Maintain Control (Bola Press, 1986)
- There It Is (Bola Press, 1982)
- Life is a Killer (compilation on Giorno Poetry Systems, 1982)
- Poets Read their Contemporary Poetry: Before Columbus Foundation (Smithsonian Folkways, 1980)
- Unsubmissive Blues (Bola Press, 1979)
- Celebrations & Solitudes: The Poetry of Jayne Cortez & Richard Davis, Bassist (Strata-East, 1974)

## Vídeos
- Find Your Own Voice (Sanctuary TV, 2010)[19]
- She Got He Got (Sanctuary TV, 2010)[20]
- I'm Gonna Shake (Sanctuary TV, 2010)[21]
- Tribeca TV Series (David J. Burke, 1993)

## Filmografia
- Femmes du Jazz/Women in Jazz (2000)
- Yari Yari: Black Women Writers and the Future (1999)
- Ornette: Made in America (1985)
- Poetry in Motion (1982)